# Iresioides ferox
Iresioides ferox là một loài bọ cánh cứng trong họ Cerambycidae.